# Phyllium siccifolium
Phyllium siccifolium is een insect uit de familie Phylliidae. De wetenschappelijke naam is gepubliceerd in 1758 door Linnaeus in de tiende editie van Systema naturae.